# Strikeforce
Strikeforce var et amerikansk MMA- og kickboxingsorganisation baseret i San Jose i Californien, USA. Strikeforce blev grundlagt 1985 og beskæftigede sig i starten kun med kickboxing men introducerede MMA 2006 og afholdte sit første MMA-galla den 10. marts samme år med blandt andet en kamp mellem Frank Shamrock og Cesar Gracie. 17.465 betalende gæster var tilstede til gallaen, hvilket var rekord for et MMA-galaa i Nordamerika. Organisationens kampe blev blandt andet vist på NBC, Showtime og CBS.
I starten af 2011, blev Strikeforce købt af amerikanske Ultimate Fighting Championship ejeren Zuffa LLC, som lukkede organisationen den 12. januar 2013 og bragte de resterende kæmpere ind i UFC. Dette gjorde senere UFC's status til verdens førende MMA-organisation.
Den 15. august 2009 fik Strikeforce sin første kvindelige titelholder, da Cristiane Santos besejrede Gina Carano i organisationens første titelkamp for kvinder.

## Prominente deltager
Følgende kæmpere har enten været Strikeforce-mesteer eller hovedkamp på et Strikeforce-event.

### Sværvægt
- Andrei Arlovski
- Fedor Emelianenko
- Alistair Overeem
- Brett Rogers
- Fabricio Werdum
- Sergei Kharitonov
- Josh Barnett
- Daniel Cormier

### Letsværvægt
- Rafael Cavalcante
- Muhammed Lawal
- Gegard Mousasi
- Renato Sobral

### Mellemvægt
- Ronaldo Souza
- Dan Henderson
- Robbie Lawler
- Cung Le
- Matt Lindland
- Frank Shamrock

### Weltervægt
- Nick Diaz
- Joe Riggs
- Paul Daley
- Evangelista Santos

### Letvægt
- Shinya Aoki
- Gilbert Melendez
- K.J. Noons
- Tatsuya Kawajiri

### Kvinder
- Gina Carano
- Kim Couture
- Sarah Kaufman
- Cristiane Santos
- Marloes Coenen